# کوتاک
شهر کوتاک (به انگلیسی: Cuttack) با جمعیت ۶۴۸٫۴۷۸ نفر در شهرستان کوتاک و در ایالت اوریسا در کشور هند واقع شده‌است.